# Farsjø Station
 Ikke at forveksle med Farsø Station.
Farsjø Station (Farsjø stasjon eller Farsjø stoppested) var en jernbanestation på Kragerøbanen, der lå i Kragerø kommune i Norge.
Stationen åbnede 2. december 1927, da Sørlandsbanen blev forlænget fra Lunde til Neslandsvatn og videre derfra til Kragerø. I 1935 åbnedes næste etape af Sørlandsbanen fra Neslandsvatn til Nelaug, hvilket betød at strækningen mellem Neslandsvatn og Kragerø blev til sidebanen Kragerøbanen.
Farsjø var betjent indtil 1960. Banen blev nedlagt i 1989, hvorefter passagererne blev henvist til at køre med bus de 27 km mellem Neslandsvatn og Kragerø.